# Дарби (Пенсилванија)
Дарби (енгл. Darby) град је у америчкој савезној држави Пенсилванија.

## Демографија
По попису из 2010. године број становника је 10.687, што је 388 (3,8%) становника више него 2000. године.
| Група             | 2000.         | 2010.         |
| Белци             | 3.722 (36,1%) | 1.706 (16,0%) |
| Афроамериканци    | 6.179 (60,0%) | 8.428 (78,9%) |
| Азијати           | 90 (0,9%)     | 74 (0,7%)     |
| Хиспаноамериканци | 98 (1,0%)     | 228 (2,1%)    |
| Укупно            | 10.299        | 10.687        |